# Замок Смармор
Замок Смармор (англ. Smarmore Castle) — один із замків Ірландії, розташований у графстві Лаут. Нині цей замок — комфортабельний готель та приватна клініка. Замок побудований у XIV столітті і був постійно населений починаючи з 1320 року. Замок був резиденцією аристократичної родини Тааф, що володіла багатьма замками в Ірландії та континентальній Європі. Нині замок належить родині Маллен. Замок невеличкий, у ньому всього 5 спальних кімнат. Біля замку є гольф-клуб та ресторан італійської кухні «Ла Кучіна».

## Історія замку Смармор
Аристократична родина Тааф (Тааффе) прибула в Ірландію з Уельсу наприкінці ХІІ століття — після англо-норманського завоювання Ірландії. Ці землі вони отримали у володіння в 1320 році і збудували тут замок. Родина Тааффе була одною з найвідоміших родин в графстві Лаут. У 1631 році в замку жив сер Вільям Тааф. Замок Смармор був головною резиденцією родини Тааф аж до 1980 року, коли замок був проданий.
Земля Смармор згадується в давніх Ірландських легендах та переказах, зокрема в епосі «Викрадення бика з Куальге». Там сказано, що Кухулін — герой цього епосу прибув в Смармор після того, як він був поранений у битві і лікував свої рани водами місцевого джерела. В ті далекі часи місцевість називалась Сміор, а джерело Умар. Ці назви потім були англізовані і перетворилися в назву Смармор. Біля замку була монастирська школа. Зберіглося чимало рукописів, написаних латинською мовою студентами школи Смармор у XV столітті. Рукописи стосуються теології, медицини, ветеринарії, музики.